# Bolesław Stępniewski

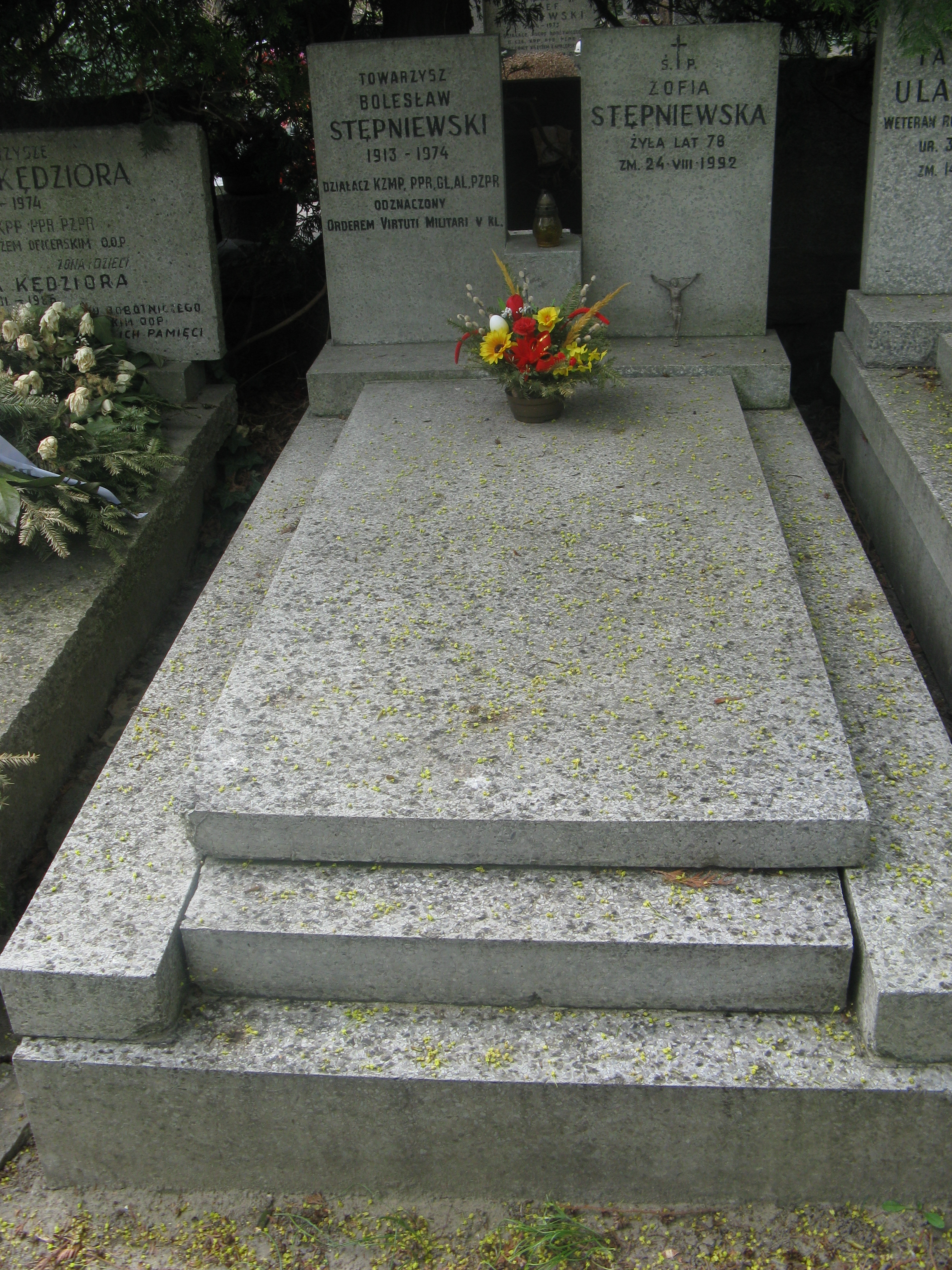
Grób Bolesława Stępniewskiego na Cmentarzu Wojskowym na Powązkach

Bolesław Stępniewski pseud. Bolek (ur. 27 września 1913 w Łomnej, zm. 14 lutego 1974 w Warszawie) – działacz komunistyczny, polityk.

## Życiorys
Skończył szkołę podstawową w Nasielsku i podjął pracę w majątku rolnym w Jackowie k. Pułtuska. W latach 1935–1936 odbył służbę wojskową w 2 batalionie radiotechnicznym w Beniaminowie k. Zegrza, po czym został instruktorem w oddziale Związków Zawodowych Robotników Leśnych w Płońsku, potem w Sierpcu. Od 1935 do 1938 działacz KPP, w kwietniu 1939 aresztowany za udział w organizowaniu strajku i skazany na 1,5 roku więzienia, na początku września 1939 wywieziony do Berezy Kartuskiej, skąd został uwolniony podczas zajęcia miasta przez Armię Czerwoną. 
W latach 1940–1941 był aktywistą organizacji Rewolucyjne Rady Robotniczo-Chłopskie „Młot i Sierp”, przewodniczący „trójki” kierowniczej w powiecie pułtuskim. Od 1943 w PPR i GL, od 9 kwietnia 1944 w Komitecie Powiatowym (KP) PPR w Pułtusku i dowódca powiatowy AL. Od czerwca 1944 w Komitecie PPR Okręgu Płockiego, później wiceprzewodniczący konspiracyjnej Wojewódzkiej Rady Narodowej (WRN) na Mazowszu. Organizował podziemne rady narodowe w Okręgu Płockim, od lutego 1945 sekretarz KP PPR w Ostrowi Mazowieckiej, a od 1947 w Makowie Mazowieckim. W 1948 skończył półroczny kurs w Centralnej Szkole Partyjnej w Łodzi, później został sekretarzem powiatowym PPR w Sierpcu. Delegat na I Zjazd PZPR w grudniu 1948. 
Od 1950 mieszkał i działał w Warszawie, gdzie pracował w Przedsiębiorstwie Budowy Linii Kablowych, potem w WRN i Urzędzie Obwodowym, w końcu w Przedsiębiorstwie Kolportażu „Ruch”. W 1967 po wylewie otrzymał rentę, pracował nadal społecznie w ZBoWiD. Był odznaczony Krzyżem Srebrnym Orderu Virtuti Militari. Został pochowany na wojskowych Powązkach (kwatera C33-1-11).